# Kenneth McAlpine
Kenneth McAlpine (n. 21 septembrie 1920, Cobham⁠(d), Elmbridge, Anglia, Regatul Unit al Marii Britanii și Irlandei – d. 8 aprilie 2023, Pembury⁠(d), Borough of Tunbridge Wells⁠(d), Anglia, Regatul Unit) a fost un pilot de Formula 1. De-a lungul carierei a luat startul în 7 curse, niciuna din pole-position. Nu a câștigat nicio cursă și nu a terminat niciodată pe podium, acumulând 0 puncte în întreaga activitate ca pilot de Formula 1.